# TomTom/Liste von TomTom-Navigationsgeräten
Die Liste von TomTom-Navigationsgeräten zeigt Hardware-Standalone-Navigationsgeräte der Firma TomTom. Nicht alle Modelle sind in jedem Land verfügbar, die Ausstattung kann sich lokal unterscheiden.
Erläuterungen zu verwendeten Speichermedien:
- SD — Secure Digital (max. 2 GB)
- SDHC — Secure Digital High Capacity (4–32 GB)
- MicroSD — Micro Secure Digital High Capacity (max. 32 GB)[1]

| Produkt                               | Erscheinungsdatum      | GPS-Chipsatz                                      | CPU                    | RAM    | Interner Flash-Speicher | Steckplatz für Speicherkarten | Bildschirm                               | Bluetooth               | TMC-Verbindung | UKW-Transmitter | sonstiges                                                                                           |  |
| ------------------------------------- | ---------------------- | ------------------------------------------------- | ---------------------- | ------ | ----------------------- | ----------------------------- | ---------------------------------------- | ----------------------- | -------------- | --------------- | --------------------------------------------------------------------------------------------------- |  |
| GO                                    | Mai 2004               | SiRFstarII                                        | 200 MHz                | 32 MB  | Nein                    | SD / MMC                      | 3,5" 4:3 320 × 240 Pixel 4.096 Farben    | Nein                    | Nein           | Nein            | |  |
| GO 300                                | März 2005              | SiRFstarII                                        | 200 MHz                | 32 MB  | Nein                    | SD / MMC                      | 3,5" 4:3 320 × 240 Pixel 4.096 Farben    | Ja                      | Nein           | Nein            | |  |
| GO 500                                | März 2005              | SiRFstarII                                        | 400 MHz                | 32 MB  | Nein                    | SD / MMC                      | 3,5" 4:3 320 × 240 Pixel 4.096 Farben    | Ja                      | Nein           | Nein            | |  |
| GO 700                                | März 2005              | SiRFstarII                                        | 400 MHz                | 64 MB  | 2,5 GB HDD              | Nein                          | 3,5" 4:3 320 × 240 Pixel 4.096 Farben    | Ja                      | Nein           | Nein            | |  |
| Rider                                 | Okt. 2005              | SiRFstarIII                                       | 380 MHz                | 32 MB  | Nein                    | SD                            | 3,5" 4:3 320 × 240 Pixel                 | Ja                      | Ja             | Nein            | spritzwassergeschützt                                                                               |  |
| Rider2                                | Mai 2006               | SiRFstarIII                                       | 380 MHz                | 32 MB  | Nein                    | SD                            | 3,5" 4:3 320 × 240 Pixel                 | Ja                      | Ja             | Nein            | spritzwassergeschützt                                                                               |  |
| ONE V1                                | Nov. 2005              | SiRFstarIII                                       | 380 MHz                | 32 MB  | Nein                    | SD                            | 3,5" 4:3 320 × 240 Pixel                 | Ja                      | Ja, USB        | Nein            | |  |
| GO 510                                | Apr. 2006              | SiRFstarIII                                       | 400 MHz                | 64 MB  | Nein                    | SD / MMC                      | 4,0" 16:9 480 × 272 Pixel 64.000 Farben  | Ja                      | Ja             | Nein            | |  |
| GO 710                                | Apr. 2006              | SiRFstarIII                                       | 400 MHz                | 64 MB  | Nein                    | SD / MMC                      | 4,0" 16:9 480 × 272 Pixel 64.000 Farben  | Ja                      | Ja             | Nein            | Spracheingabe, MP3                                                                                  |  |
| GO 910                                | Apr. 2006              | SiRFstarIII                                       | 400 MHz                | 64 MB  | 20 GB HDD               | Nein                          | 4,0" 16:9 480 × 272 Pixel 64.000 Farben  | Ja                      | Ja             | Ja              | Spracheingabe, MP3                                                                                  |  |
| ONE 2nd or New Edition                | Sep. 2006 / April 2007 | SiRFstarIII / Global Locate Hammerhead v1         | 266 MHz                | 32 MB  | none, 512 MB, 1 GB      | SD / MMC                      | 3,5" 4:3 320 × 240 Pixel 64.000 Farben   | Ja                      | Nein           | Nein            | |  |
| ONE XL                                | Mai 2007               | Global Hammerhead v1                              | 266 MHz                | 32 MB  | none, 512 MB, 1 GB      | SD / MMC                      | 4,3" 16:9 480 × 272 Pixel                | nicht für Mobiltelefone | Ja             | Nein            | |  |
| GO 520                                | Aug. 2007              | SiRFstarIII                                       | 400 MHz                | 64 MB  | 512 MB, 1 GB            | SDHC / MMC                    | 4,3" 16:9 480 × 272 Pixel                | Ja                      | Ja             | Ja              | |  |
| GO 720                                | Aug. 2007              | SiRFstarIII                                       | 400 MHz                | 64 MB  | 2 GB                    | SDHC / MMC                    | 4,3" 16:9 480 × 272 Pixel 64.000 Farben  | Ja                      | Ja             | Ja              | Spracheingabe, MP3                                                                                  |  |
| GO 920                                | Okt. 2007              | SiRFstarIII                                       | 400 MHz                | 64 MB  | 4 GB                    | SDHC / MMC                    | 4,3" 16:9 480 × 272 Pixel 64.000 Farben  | Ja                      | Ja             | Ja              | Fernbedienung, Spracheingabe, MP3, EPT                                                              |  |
| ONE Third Edition                     | Sep. 2007              | Global Hammerhead v1 SiRFstarIII SerienNr.:Y1; Y3 | 266 MHz                | 32 MB  | 512 MB, 1 GB            | Nein                          | 3,5" 320 × 240 Pixel 64.000 Farben       | Nein                    | Ja             | Nein            | |  |
| ONE XL HDT                            | Nov. 2007              | Global Hammerhead v1                              | 266 MHz                | 32 MB  | 1 GB                    | SD / MMC                      | 4,3" 16:9 480 × 272 Pixel                | Nein                    | Ja             | Nein            | |  |
| ONE XL-S                              | Nov. 2007              | Global Hammerhead v1                              | 266 MHz                | 64 MB  | 1 GB                    | SD / MMC                      | 4,3" 16:9 480 × 272 Pixel                | nicht für Mobiltelefone | Ja             | Nein            | |  |
| GO 530                                | Apr. 2008              | SiRFstarIII                                       | 400 MHz                | 64 MB  | 1 GB, 2 GB              | SDHC / MMC                    | 4,3" 16:9 480 × 272 Pixel                | Ja                      | Ja             | Ja              | Spracheingabe, MP3                                                                                  |  |
| GO 630                                | Okt. 2008              | SiRFstarIII                                       | 400 MHz                | 64 MB  | 2 GB                    | SDHC / MMC                    | 4,3" 16:9 480 × 272 Pixel                | Ja                      | Ja             | Nein            | Spracheingabe                                                                                       |  |
| GO 730                                | Apr. 2008              | SiRFstarIII                                       | 400 MHz                | 64 MB  | 1 GB, 2 GB, 4 GB        | SDHC / MMC                    | 4,3" 16:9 480 × 272 Pixel                | Ja                      | Ja             | Ja              | Spracheingabe, MP3                                                                                  |  |
| GO 930                                | Apr. 2008              | SiRFstarIII                                       | 400 MHz                | 64 MB  | 1 GB, 2 GB, 4 GB        | SDHC / MMC                    | 4,3" 16:9 480 × 272 Pixel                | Ja                      | Ja             | Ja              | Fernbedienung, Spracheingabe, MP3, EPT                                                              |  |
| ONE V4                                | Mai 2008               | Global Hammerhead v1                              | 266 MHz                | 32 MB  | 512 MB, 1 GB, 2 GB      | Nein                          | 3,5" 4:3 320 × 240 Pixel 64.000 Farben   | Nein                    | Ja, USB        | Nein            | |  |
| XL                                    | Mai 2008               | Global Hammerhead v1                              | 266 MHz                | 32 MB  | 512 MB, 1 GB, 2 GB      | Nein                          | 4,3" 16:9 480 × 272 Pixel                | Nein                    | Ja, USB        | Nein            | |  |
| GO 540 LIVE                           | Okt. 2008              | Broadcom BCM4750                                  | 400 MHz                | 64 MB  | 1 GB, 2 GB              | microSD                       | 4,3" 16:9 480 × 272 Pixel                | Ja                      | Ja, USB        | Nein            | Spracheingabe                                                                                       |  |
| GO 740 LIVE                           | Okt. 2008              | Broadcom BCM4750                                  | 400 MHz                | 64 MB  | 1 GB, 2 GB, 4 GB        | microSD                       | 4,3" 16:9 480 × 272 Pixel                | Ja                      | Ja, USB        | Nein            | Spracheingabe                                                                                       |  |
| GO 940 LIVE                           | Okt. 2008              | Broadcom BCM4750                                  | 400 MHz                | 64 MB  | 2 GB, 4 GB, 8 GB        | microSD                       | 4,3" 16:9 480 × 272 Pixel                | Ja                      | Ja, USB        | Ja              | Spracheingabe, MP3, EPT                                                                             |  |
| ONE IQ Routes Edition                 | Apr. 2009              | Broadcom BCM4750                                  | 266 MHz                | 64 MB  | 2 GB                    | Nein                          | 3,5" 4:3 320 × 240 Pixel 64.000 Farben   | Nein                    | Ja, USB        | Nein            | |  |
| ONE 140                               | Juli 2009              | Global Hammerhead v1                              | 266 MHz                | 32 MB  | 512 MB, 1 GB, 2 GB      | Nein                          | 3,5" 4:3 320 × 240 Pixel 64.000 Farben   | Nein                    | Ja, USB        | Nein            | |  |
| ONE XL340                             | Aug. 2009              | Global Hammerhead v1                              | 266 MHz                | 32 MB  | 512 MB, 1 GB, 2 GB      | Nein                          | 4,3" 16:9 480 × 272 Pixel 64.000 Farben  | Nein                    | Ja, USB        | Nein            | |  |
| XL IQ Routes Edition                  | Apr. 2009              | Broadcom BCM4750                                  | 266 MHz                | 64 MB  | 2 GB                    | Nein                          | 4,3" 16:9 480 × 272 Pixel 64.000 Farben  | Nein                    | Ja, USB        | Nein            | |  |
| XXL530S                               | Sep. 2009              | SiRFstarIV                                        | 266 MHz                | 64 MB  | 2 GB                    | Nein                          | 5" 16:9 480 × 272 Pixel 64.000 Farben    | Nein                    | Ja, USB        | Nein            | Text-to-speech                                                                                      |  |
| GO 7000                               |                        |                                                   |                        |        |                         | 4 GB                          |                                          |                         | Ja             |                 | Nein                                                                                                |  |
| GO 7000 Truck                         | Sep. 2009              | SiRFstarIII                                       | 400 MHz                | 64 MB  | 4 GB                    | SDHC / MMC                    | 5" 16:9 480 × 272 Pixel 64.000 Farben    | Ja                      | Ja             | Ja              | Text-to-speech, Spracheingabe, MP3                                                                  |  |
| GO 9000 Truck Live                    | Sep. 2009              | SiRFstarIII                                       | 400 MHz                | 64 MB  | 4 GB                    | SDHC / MMC                    | 5" 16:9 480 × 272 Pixel 64.000 Farben    | Ja                      | Ja             | Ja              | Text-to-speech, Spracheingabe, MP3                                                                  |  |
| XXL540S                               | Nov. 2009              | Broadcom BCM4750                                  | 266 MHz                | 64 MB  | 2 GB                    | Nein                          | 5" 16:9 480 × 272 Pixel 64.000 Farben    | Nein                    | Ja, USB        | Nein            | |  |
| GO 550 LIVE                           | Sep. 2009              | Broadcom BCM4750                                  | 400 MHz                | 64 MB  | 1 GB                    | microSD                       | 4,3" 16:9 480 × 272 Pixel                | Ja                      | Ja, USB        | Nein            | Spracheingabe                                                                                       |  |
| GO 750 LIVE                           | Sep. 2009              | Broadcom BCM4750                                  | 400 MHz                | 64 MB  | 2 GB                    | microSD                       | 4,3" 16:9 480 × 272 Pixel                | Ja                      | Ja, USB        | Nein            | Spracheingabe                                                                                       |  |
| GO 950 LIVE                           | Sep. 2009              | Broadcom BCM4750                                  | 400 MHz                | 64 MB  | 4 GB                    | microSD                       | 4,3" 16:9 480 × 272 Pixel                | Ja                      | Ja, USB        | Nein            | Spracheingabe, EPT                                                                                  |  |
| GO 1000 LIVE                          | Sep. 2010              | Broadcom GoGPS BARRACUDA                          | 500 MHz ARM11          | 128 MB | 4 GB                    | Nein                          | 4,3" 16:9 480 × 272 Pixel                | Ja                      | Ja, USB        | Nein            | Text-to-speech, Spracheingabe                                                                       |  |
| GO 1005 LIVE V1                       | Nov. 2010              | Broadcom GoGPS BARRACUDA                          | 500 MHz ARM11          | 128 MB | 4 GB                    | Nein                          | 5" 16:9 480 × 272 Pixel                  | Ja                      | Ja, USB        | Nein            | Text-to-speech, Spracheingabe                                                                       |  |
| GO 1005 LIVE V2                       | 2011                   | Broadcom GoGPS BARRACUDA                          | 500 MHz ARM11          | 128 MB | 8 GB                    | microSD                       | 5" 16:9 480 × 272 Pixel                  | Ja                      | Ja, USB        | Nein            | Text-to-Speech, Spracheingabe                                                                       |  |
| GO 1015 LIVE                          | Dez. 2011              | Broadcom GoGPS BARRACUDA                          | 500 MHz ARM11          | 128 MB | 8 GB                    | microSD                       | 5" 16:9 480 × 272 Pixel                  | Ja                      | Ja, USB        | Nein            | Text-to-Speech, Spracheingabe                                                                       |  |
| GO 820 Live                           | Aug. 2011              | Broadcom GoGPS BARRACUDA                          | 500 MHz                | 128 MB | 4 GB                    | microSD                       | 5" 16:9 480 × 272 Pixel                  | Ja                      | Ja, USB        | Nein            | Text-to-Speech, Spracheingabe                                                                       |  |
| GO 825 Live                           | Aug. 2011              | Broadcom GoGPS BARRACUDA                          | 500 MHz                | 128 MB | 4 GB                    | microSD                       | 5" 16:9 480 × 272 Pixel                  | Ja                      | Ja, USB        | Nein            | Text-to-speech, Spracheingabe                                                                       |  |
| GO 2050 Live                          | Aug. 2011              | Broadcom GoGPS BARRACUDA                          | 500 MHz ARM11          | 128 MB | 4 GB                    | microSD                       | 5" 16:9 480 × 272 Pixel                  | Ja                      | Ja, USB        | Nein            | Text-to-Speech, Spracheingabe                                                                       |  |
| GO 2050 Live World                    | Aug. 2011              | Broadcom GoGPS BARRACUDA                          | 500 MHz ARM11          | 128 MB | 4 GB                    | microSD                       | 5" 16:9 480 × 272 Pixel                  | Ja                      | Ja, USB        | Nein            | Text-to-Speech, Spracheingabe                                                                       |  |
| Rider 2013                            | März 2013              | Qualcomm AR1520                                   | 400 MHz                | 64 MB  | 4 GB                    | Nein                          | 4,3" 16:9 480 × 272 Pixel                | Ja                      | Nein           | Nein            | spritzwassergeschützt, kurvenreiche Strecke, Text-to-Speech (über externen Lautsprecher)            |  |
| GO 400                                | Juli 2013              | Qualcomm QCA1530                                  | 600 MHz                | 512 MB | 8 GB                    | microSD                       | 4,3" 16:9 480 × 272 Pixel – kapazitiv    | Ja                      | Nein           | Nein            | Text-to-Speech                                                                                      |  |
| GO 500 (2013)                         | Aug. 2013              | Qualcomm QCA1530                                  | 600 MHz                | 512 MB | 4 GB, 8 GB              | microSD                       | 5" 16:9 480 × 272 Pixel – kapazitiv      | Ja kein Freisprechen    | Nein           | Nein            | Text-to-Speech                                                                                      |  |
| GO 600                                | Aug. 2013              | Qualcomm QCA1530                                  | 600 MHz                | 512 MB | 4 GB, 8 GB              | microSD                       | 6" 16:9 800 × 480 Pixel – kapazitiv      | Ja kein Freisprechen    | Nein           | Nein            | Text-to-speech                                                                                      |  |
| GO 5000                               | Aug. 2013              | Qualcomm QCA1530                                  | 600 MHz                | 512 MB | 4 GB, 8 GB              | microSD                       | 5" 16:9 480 × 272 Pixel – kapazitiv      | Nein                    | Nein           | Nein            | Text-to-speech, aktive Click & Go-Halterung, SIM-Karte                                              |  |
| GO 6000                               | Aug. 2013              | Qualcomm QCA1530                                  | 600 MHz                | 512 MB | 4 GB, 8 GB              | microSD                       | 6" 16:9 800 × 480 Pixel – kapazitiv      | Nein                    | Nein           | Nein            | Text-to-speech, aktive Click & Go-Halterung, SIM-Karte                                              |  |
| GO 50                                 | Juli 2014              | Qualcomm QCA1530                                  | 600 MHz                | 512 MB | 4 GB, 8 GB              | microSD                       | 5" 16:9 480 × 272 Pixel – resistiv       | Ja kein Freisprechen    | Nein           | Nein            | Text-to-speech                                                                                      |  |
| GO 60                                 | Juli 2014              | Qualcomm QCA1530                                  | 600 MHz                | 512 MB | 4 GB, 8 GB              | microSD                       | 6" 16:9 800 × 480 Pixel – resistiv       | Ja kein Freisprechen    | Nein           | Nein            | Text-to-speech                                                                                      |  |
| GO 510                                | Apr. 2015              | Qualcomm QCA1530                                  | 600 MHz                | 512 MB | 4 GB, 8 GB              | microSD                       | 5" 16:9 480 × 272 Pixel – kapazitiv      | Ja                      | Nein           | Nein            | Text-to-speech, aktive Click & Go-Halterung, Lifetime World-Maps + Traffic + Radar,                 |  |
| GO 610                                | Apr. 2015              | Qualcomm QCA1530                                  | 600 MHz                | 512 MB | 4 GB, 8 GB              | microSD                       | 6" 16:9 800 × 480 Pixel – kapazitiv      | Ja                      | Nein           | Nein            | Text-to-speech, aktive Click & Go-Halterung, Lifetime World-Maps + Traffic + Radar,                 |  |
| GO 5100                               | Apr. 2015              | Qualcomm QCA1530                                  | 600 MHz                | 512 MB | 4 GB, 8 GB              | microSD                       | 5" 16:9 480 × 272 Pixel – kapazitiv      | Nein                    | Nein           | Nein            | Text-to-speech, aktive Click & Go-Halterung, Lifetime World-Maps + Traffic + Radar, SIM-Karte       |  |
| GO 6100                               | Apr. 2015              | Qualcomm QCA1530                                  | 600 MHz                | 512 MB | 4 GB, 8 GB              | microSD                       | 6" 16:9 800 × 480 Pixel – kapazitiv      | Nein                    | Nein           | Nein            | Text-to-speech, aktive Click & Go-Halterung, Lifetime World-Maps + Traffic + Radar, SIM-Karte       |  |
| GO 5200                               | Sep. 2016              | Qualcomm APQ8009                                  | 1,3 GHz A7 (Quad-core) | 512 MB | 16 GB                   | microSD bis 32 GB             | 5″ 16:9 480 × 272 Pixel – kapazitiv      | Ja                      | HD-Traffic     | Nein            | Text-to-speech, aktive Click & Go-Halterung, Lifetime World-Maps + Traffic + Radar, WLAN, SIM-Karte |  |
| GO 6200                               | Sep. 2016              | Qualcomm APQ8009                                  | 1,3 GHz A7 (Quad-core) | 512 MB | 16 GB                   | microSD bis 32 GB             | 6″ 16:9 800 × 480 Pixel – kapazitiv      | Ja                      | HD-Traffic     | Nein            | Text-to-speech, aktive Click & Go-Halterung, Lifetime World-Maps + Traffic + Radar, WLAN, SIM-Karte |  |
| XL IQ Routes Edition 2                | Apr. 2010              | Broadcom BCM4750                                  | 266 MHz                | 64 MB  | 1 GB, 2 GB, 4 GB        | Nein                          | 4,3" 16:9 480 × 272 Pixel 64.000 Farben  | Nein                    | Ja, USB        | Nein            | Text-to-speech                                                                                      |  |
| Urban Rider                           | Juli 2010              | Broadcom BCM4750                                  | 380 MHz                | 32 MB  | 2 GB                    | Nein                          | 3,5" 4:3 320 × 240 Pixel                 | Ja                      | Nein           | Nein            | spritzwassergeschützt                                                                               |  |
| Start                                 | Dez. 2009              | Broadcom BCM4750                                  | 266 MHz                | 32 MB  | 2 GB                    | Nein                          | 3,5" 4:3 320 × 240 Pixel 64.000 Farben   | Nein                    | Nein           | Nein            | |  |
| Start2                                | Apr. 2010              | Broadcom BCM4750                                  | 266 MHz                | 64 MB  | 2 GB                    | Nein                          | 3,5" 4:3 320 × 240 Pixel 64.000 Farben   | Nein                    | Ja, USB        | Nein            | schwarz oder weiß, Text-to-speech                                                                   |  |
| Via 110                               | Nov. 2010              | Broadcom GoGPS BARRACUDA                          | 500 MHz                | 128 MB | 2 GB                    | microSD                       | 4,3" 16:9 480 × 272 Pixel 64.000 Farben  | Nein                    | Ja, USB        | Nein            | Text-to-speech                                                                                      |  |
| Via 120                               | Nov. 2010              | Broadcom GoGPS BARRACUDA                          | 500 MHz                | 128 MB | 4 GB                    | microSD                       | 4,3" 16:9 480 × 272 Pixel 64.000 Farben  | Ja                      | Ja, USB        | Nein            | Text-to-speech                                                                                      |  |
| Via 125                               | Nov. 2010              | Broadcom GoGPS BARRACUDA                          | 500 MHz                | 128 MB | 4 GB                    | microSD                       | 5" 16:9 480 × 272 Pixel 64.000 Farben    | Ja                      | Ja, USB        | Nein            | Text-to-speech, Spracheingabe                                                                       |  |
| Via 130                               | Juni 2012              | Broadcom GoGPS BARRACUDA                          | 500 MHz                | 128 MB | 4 GB                    | microSD                       | 4,3" 16:9 480 × 272 Pixel 64.000 Farben  | Ja                      | Ja, USB        | Nein            | Text-to-speech                                                                                      |  |
| Via 135                               | Juni 2012              | Broadcom GoGPS BARRACUDA                          | 500 MHz                | 128 MB | 4 GB                    | microSD                       | 4,3" 16:9 480 × 272 Pixel 64.000 Farben  | Ja                      | Ja, USB        | Nein            | Text-to-speech                                                                                      |  |
| Go Discover                           | Feb. 2019              | EVA-M8M-0                                         |                        | 2 GB   | 32 GB                   | Nein                          | 5" 800x480 6" 1280x720 HD 7" 1280x800 HD | Ja                      | Nein           | Nein            | Wifi Update, NDS Landkarten                                                                         |  |
| Go Basic                              | Mai 2019               |                                                   |                        |        | 16 GB                   | microSD                       | 5" 480 × 272 Pixel 6" 800 × 480 Pixel    | Ja (kein Freisprechen)  | Nein           | Nein            | Wifi Update                                                                                         |  |
| Go Essential                          | Mai 2019               |                                                   |                        |        | 16 GB                   | microSD                       | 5" 480 × 272 Pixel 6" 800 × 480 Pixel    | Ja                      | Nein           | Nein            | Siri, Google Now, Wifi Update, IFTTT Integration, Fahrtstatistiken                                  |  |
| Go Premium                            | Mai 2019               |                                                   |                        |        | 16 GB                   | microSD                       | 5" 480 × 272 Pixel 6" 800 × 480 Pixel    | Ja                      | Nein           | Nein            | Siri, Google Now, Wifi Update, IFTTT Integration, Fahrtstatistiken, SIM                             |  |
| Go Premium X                          | Mai 2019               | Qualcomm APQ8009                                  | 1,3 GHz A7 (Quad-core) |        | 16 GB                   | microSD                       | 6" 800 × 480 Pixel                       | Ja                      | Nein           | Nein            | Siri, Google Now, Wifi Update, IFTTT Integration, Fahrtstatistiken, SIM                             |  |
| TomTom-App für iPhone                 | Aug. 2009              | Unterstützt GPS-Chip im iPhone                    | —                      | —      | —                       | —                             | —                                        | —                       | —              | Nein            | Spracheingabe                                                                                       |  |
| TomTom Car Kit For iPhone             | Okt. 2009              | SiRFstarIII                                       | —                      | —      | —                       | —                             | —                                        | —                       | —              | Nein            | Spracheingabe                                                                                       |  |
| TomTom-App für Android ab Version 2.2 | Sep. 2012              | Unterstützt GPS-Chip im Smartphone                | —                      | —      | —                       | —                             | —                                        | —                       | —              | Nein            | Spracheingabe                                                                                       |  |